# Internet Speech Audio Codec
internet Speech Audio Codec（iSAC）是一个宽频带语音编解码器，由Global IP Solutions（GIPS）开发（Google公司于2011年收购）。它很适合VoIP应用和流媒体音频。编码块必须封装在一个合适的传输协议中，例如RTP。
它是AOL即時通訊、Gizmo5、QQ和Google Talk使用的编解码器之一，其前身是Global IP Solutions授权的专有编解码器。在2011年6月，它是开源WebRTC项目的一部分，其中包括使用WebRTC代码库时的iSAC免版税许可。

## 参数和特点
- 16 kHz（宽频带）或32 kHz（超宽频带）采样率[1][6][7]
- 自适应并可变的比特率，10 kbit/s至32 kbit/s（宽频带）或10 kbit/s至52 kbit/s（超宽频带）[1][6][7]
- 自适应包大小从30至60毫秒
- 比特率和复杂性可比G.722.2
- 算法延时为帧大小+3毫秒